# Batres
Batres er en by og kommune i det centrale Spanien i Madrid-regionen. Den har et indbyggertal på 1.943 (2024) indbyggere.